# Alfred Nicolas Rambaud
Alfred Nicolas Rambaud (Besançon, 2 luglio 1842 – Parigi, 10 novembre 1905) è stato uno storico francese.
Alfred Nicolas Rambaud è nato a Besançon. Dopo aver studiato all'École Normale Supérieure, completò gli studi in Germania. Fu poi nominato répétiteur presso l'École des Hautes Études al momento della sua fondazione nel 1868.
Inizialmente, Rambaud si dedicò alla ricerca sul periodo bizantino del Medioevo, e a quest’epoca furono dedicate le due tesi per il dottorato in lettere: "De byzantino hippodromo et circensibus factionibus", rivista in francese nella "Revue des deux mondes" sotto il titolo "Le monde byzantin; le sport et l'hippodrome" (1871), e "L'Empire grec au Xe siècle, Constantin Porphyrognete" (1870). Quest'ultima opera è tuttora considerata autorevole e lo consacrò come maestro del periodo bizantino.
Rambaud si orientò successivamente verso lo studio di altre aree dell'Oriente. La guerra franco-prussiana lo ispirò a realizzare dei corsi di lezioni che si svilupparono poi in opere come "La domination française en Allemagne; les Français sur le Rhin, 1792–1804" (1873) e "L'Allemagne sous Napoleon I. 1804–1811" (1874). Prese inoltre a cuore il ruolo della Russia, vedendo in una buona intesa con questa potenza un vantaggio per la Francia. Si dedicò quindi alla storia russa, soggiornando in Russia per apprenderne lingua, istituzioni e costumi, partecipando nel 1874 al 3º Congresso Archeologico a Kiev.
Rambaud insegnò in diverse università e dal 1883 ricoprì la cattedra di storia contemporanea alla Sorbona. Entrato in politica, fu capo di gabinetto di Jules Ferry (1879-1881), ma continuò a lavorare a opere letterarie come "Histoire de la civilisation française" e "Histoire de la civilisation contemporaine en France". Divenne senatore per il dipartimento del Doubs (1895-1902) e, come ministro dell'Istruzione Pubblica, cercò di portare avanti l’opera educativa di Ferry, cui dedicò anche una biografia.
Eletto membro dell’Académie des Sciences Morales et Politiques nel 1897, la sua intensa attività politica e letteraria ne minò infine la salute; Rambaud morì a Parigi nel 1905.